# Abdul Rehman Antulay
Abdul Rehman „A. R.“ Antulay (Marathi अब्दुल रहमान अंतुले; * 9. Februar 1929 in Ambet, Distrikt Kolaba, Britisch-Indien; † 2. Dezember 2014 in Mumbai) war ein indischer Politiker des Indischen Nationalkongresses (INC), der unter anderem zwischen 1980 und 1982 Chief Minister von Maharashtra, Mitglied der Rajya Sabha und der Lok Sabha sowie Minister verschiedener Unionsregierungen war.

## Leben

### Abgeordneter und Minister in Maharashtra und Rajya-Sabha-Mitglied
Antulay, Sohn von Hafiz Abdul Gafoor und dessen Ehefrau Zohrabi, absolvierte zunächst ein grundständiges Studium an der Bombay University, das er mit einem Bachelor of Arts (B.A. Hons.) abschloss. Nach einem Studium der Rechtswissenschaften erhielt er seine anwaltliche Zulassung als Barrister-at-Law bei der britischen Anwaltskammer (Inns of Court) von Lincoln’s Inn. Seine politische Laufbahn begann er 1960 als Vorsitzender des Jugendverbandes (Youth Congress) des Indischen Nationalkongresses (INC) im Bundesstaat Maharashtra und übte diese Funktion bis 1962 aus. 1962 war er kurzzeitig Präsident eines Distrikts des INC und danach zwischen 1962 und 1969 Generalsekretär des INC von Maharashtra. 
1962 wurde Antulay erstmals Mitglied der Legislativversammlung von Madhya Pradesh gewählt und gehörte dieser bis 1976 an. Zunächst war er zwischen 1962 und 1967 Vorsitzender des Ausschusses für nichtoffizielle Gesetzesvorlagen und Resolutionen sowie anschließend von 1967 und 1969 Vorsitzender der Ausschüsse für nachgeordnete Gesetzgebung sowie für Schätzungen. Im Oktober 1969 wurde er Staatsminister für Recht, Justiz, Häfen und Fischerei in der Regierung des Bundesstaates Maharashtra und war in dieser zuletzt bis Februar 1976 Minister für Recht, Justiz, Bauwesen, Kommunikation und Wohnungsbau. Am 3. April 1976 wurde er Mitglied der Rajya Sabha, des Oberhauses des Parlaments von Indien, und gehörte dieser bis zum 3. Juli 1980 an.

### Chief Minister von Maharashtra, Lok-Sabha-Mitglied und Unionsminister
1980 wurde Antulay abermals Mitglied der Legislativversammlung von Maharashtra und vertrat in dieser den INC bis 1989. Kurz darauf wurde er nach einer vorübergehenden Präsidialregierung (President’s rule) wurde er am 9. Juni 1980 Chief Minister von Maharashtra und bekleidete dieses Amt bis zu seinem Rücktritt aufgrund von Korruptionsvorwürfen am 19. Januar 1982, woraufhin er durch Babasaheb Bhosale abgelöst wurde. Bei den Wahlen am 22. und 26. November 1989 wurde er zum ersten Mal zum Mitglied der Lok Sabha gewählt, dem Unterhaus des Parlaments, und gehörte diesem nach Wiederwahlen 1991 und 1996 bis März 1998 an. Während dieser Zeit war er zwischen 1991 und 1993 war er Vorsitzender des Ausschusses für öffentliche Unternehmungen sowie im Anschluss von 1993 bis 1995 Vorsitzender des Gemeinsamen Parlamentsausschusses für Einrichtungen und Vergütungen der Abgeordneten.
Am 10. Juni 1995 wurde Antulay von Premierminister P. V. Narasimha Rao als Nachfolger von B. Shankaranand zum Minister für Gesundheit und Familienfürsorge in dessen Kabinett berufen, dem er bis zum Ende von Raos Amtszeit am 15. Mai 1996 angehörte. Zusätzlich übernahm er am 8. Februar 1996 von Vidya Charan Shukla auch das Amt des Ministers für Wasserressourcen und übte auch dieses Amt bis zum 15. Mai 1996 aus.
Antulay wurde für den INC bei den Wahlen zwischen dem 20. April und dem 10. Mai 2004 erneut zum Mitglied der Lok Sabha gewählt und vertrat dort bis Mai 2009 den in Maharashtra liegenden Wahlkreis Kulaba. Am 29. Januar 2006 übernahm er im ersten Kabinett von Premierminister Manmohan Singh das Amt des Ministers für Minderheitenangelegenheiten und bekleidete dieses Amt bis zum 22. Mai 2009.
Aus seiner am 17. Mai 1959 mit Shrimati Nargis Antulay geschlossenen Ehe gingen ein Sohn und drei Töchter hervor.